# Gerhard Forssell
Carl Ebbe Gerhard Forssell, född 30 november 1882 i Hedvig Eleonora församling, död 14 juli 1964 i Sollentuna församling, var en svensk veterinär. Han var son till Abraham Forssell samt bror till Gösta, Jakob, Carl, Arne och Nils Forssell.
Forssell avlade veterinärexamen 1905. Efter några års anställning som militärveterinär blev han 1911 laborator och 1925 professor i kirurgi vid Veterinärhögskolan och var dess rektor från 1937 till 1947. Under finska inbördeskriget 1918 var han chef för Svenska Röda Stjärnans veterinärambulans.